# Victor Dubuisson
Victor Dubuisson (Nice, 22 april 1990) is een professioneel golfer uit Frankrijk.

## Amateur
Sinds 2005 heeft Dubuisson veel internationale toernooien gespeeld, ondersteund door de Franse Golffederatie. In 2005 haalde hij ook zijn eerste punten op de World Ranking. Hij was in 1 november 2009 de beste golfamateur ter wereld. Hij speelde handicap +4,6.

### 2008
In 2008 speelde Dubuisson de amateurkampioenschappen in Canada, Mexico (gewonnen), Spanje en Portugal. In Zuid-Afrika werd hij 3de bij het strokeplay kampioenschap, 4de werd voormalig Europees kampioen, landgenoot Benjamin Hebert. Ook werd hij 2de bij de Federal Cup en 3de bij het Western Open in de Verenigde Staten.

### 2009
In 2009 speelde Dubuisson naast de amateurtoernooien ook drie toernooien op de Challenge Tour (CT).
In maart haalde Dubuisson de halve finale bij het Spaans Amateur, net als Reinier Saxton. Saxton won tegen Gavin Dear, Dubuisson verloor op de 20ste hole van Sam Hutsby. In de finale won Saxton van Hutsby.  

In augustus 2009 won Dubuisson het Europees Amateurkampioenschap op de Golf de Chantilly Deze overwinning geeft hem een uitnodiging voor het Brits Open in 2010.

#### Challenge Tour
Frankrijk had in 2009 vier toernooien van de Challenge Tour. Dubuisson speelde er drie. In Bretagne werd hij 17de, in Lyon 3de, en in Toulouse 9de; 
Na het winnen van de Trophée des Regions op de Golf de Fontcaude steeg de 19-jarige Fransman nog twee plaatsen en kwam daarmee aan de top van de wereldranglijst. De Canadees Nick Taylor zakte naar de 3de plaats. De Italiaan Matteo Manassero staat nog op de tweede plaats.

#### Resultaten
- 2006: winnaar Frans Amateur (jongste winnaar ooit)
- 2008: winnaar Mexicaans Amateur, 8ste op de World Ranking
- 2009: finalist Spaans Amateur, winnaar Europees Amateur, winnaar Trophée des Regions, 1ste op de World Ranking

#### Teams
- Jacques Leglise Trophy: 2006
- ELTK: 2009 (winnaar individueel)

## Professional
Dubuisson is professional geworden nadat hij het Brits Open in 2010 speelde. Bij de eerste ronde van de Tourschool in Barbaroux eindigde hij op de 2de plaats met een score van -4. In de finale eindigde hij op de 11de plaats en had hij zijn tourkaart.
In 2011 speelde hij 21 toernooien op de Europese Tour en miste slechts drie cuts. In 2012 had hij in de eerste tien toernooien al drie top-10 plaatsen verzameld.
In 2013 behaalde hij in Turkije zijn eerste overwinning. Als hij daardoor in de top-40 van de Official World Golf Ranking komt, streeft hij Thomas Levet voorbij die als beste Fransman ooit in 2005 op de 41ste plaats stond. Mocht hij na Dubai in de top-50 blijven, dan wordt hij uitgenodigd voor de volgende Masters.

### Gewonnen
- 2013: Turks Open
- 2015: Turks Open